# Andechs
Andechs es un municipio alemán en la Provincia de Alta Baviera, distrito de Stanberg y un conocido lugar de peregrinación. Andechs también es famoso por el Monasterio del mismo nombre (Monasterio de Andechs), al que hay que agradecer la marca de cerveza comercializada como Andechser reconocida de manera inequívoca.

## Historia
En Andechs estaba la estirpe europea de los condes de Andechs y duques de Meranien, pero la línea directa desapareció en 1248. Después de que la industria textil de la lana pudo recuperarse de la pérdida de las reliquias (los tesoros locales) del conde de Andechs en el año 1388, volvió a vivir Andechs como un lugar de peregrinación otra vez, y a experimentar un nuevo apogeo (hay que recordar como la peregrinación creaba la demanda para la producción local). En 1455 acontece la fundación del monasterio de la consagrada colina. Hasta la secularización fue dominio, un trozo del "cerrado" de la corte de Erling. En 1803 fue el monasterio cerrado. El lugar de Erling bajo el monasterio fue en 1818 una división política autónoma. En 1850 fue el monasterio de Andechs una prebenda para la abadía de San Bonifacio bajo Luis I de Baviera (Ludwig I), y fue de nuevo fundado. La asociación con Erling, Frieding y Machtlfing produce la reforma del municipal de la comarca en 1978, creando el Municipio de Andechs.
El 15 de octubre de 1243 fallece Eduviges de Andechs (Alemán: Heilige Hedwig von Andechs, Polaco: Święta Jadwiga Śląska) y es enterrada en el convento de la Orden del Císter de Trzebnica, mientras que sus reliquias permanecen en la Abadía de Andechs. Eduviges fue canonizada en el año 1267 por el papa Clemente IV.

## Administración
- Distrito (Landkreis): Starnberg
- Kfz: STA
- División: 4 Ortsteile (subdivisión nacional)
- Dirección oficinas municipales: Calle Andechser 16

## Cultura y lugares de interés

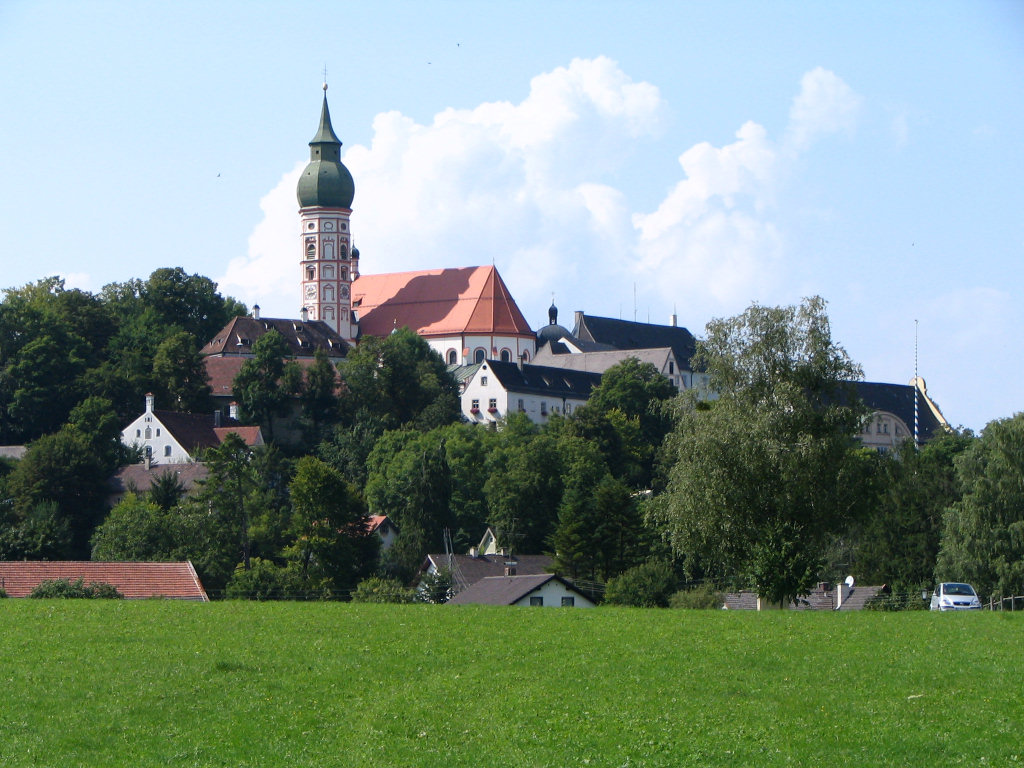
Monasterio de Andechs.

El monasterio de Andechs del gótico tardío fue entre 1751 y 1755 remodelado en estilo Rococó por Johann Baptist Zimmermann.
El festival de Orff en Andechs, durante los meses de verano en Florian-Stadl, y en el monasterio de Andechs está funcionando durante todo el año en la fábrica de Carl Orff, es mundialmente reconocido lugar de representaciones, que se ha comprometido a mantener cuidado el mecanismo del órgano. Carl Orff, el compositor alemán y pedagogo musical, permanece enterrado, en su sueño, en una capilla de la iglesia del monasterio.
Parroquias: Parroquia del Monasterio de Andechs, Erling, Friedling, Machtlfing y Rothenfeld (campo rojo).
Instituciones públicas: Centro penitenciario de Justicia.
Andechs está hermanada con Kamnik en Eslovenia.

## Galería de imágenes

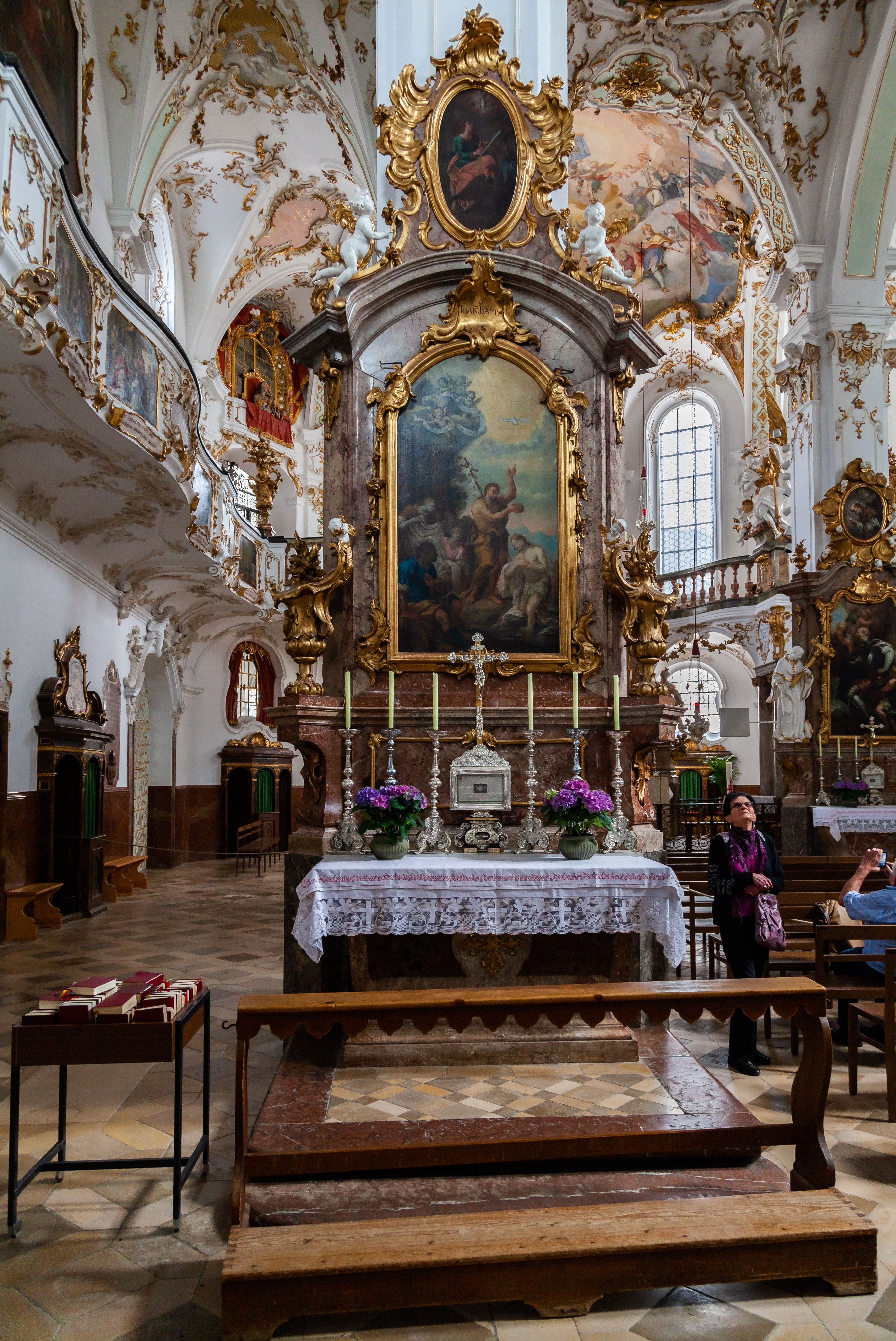
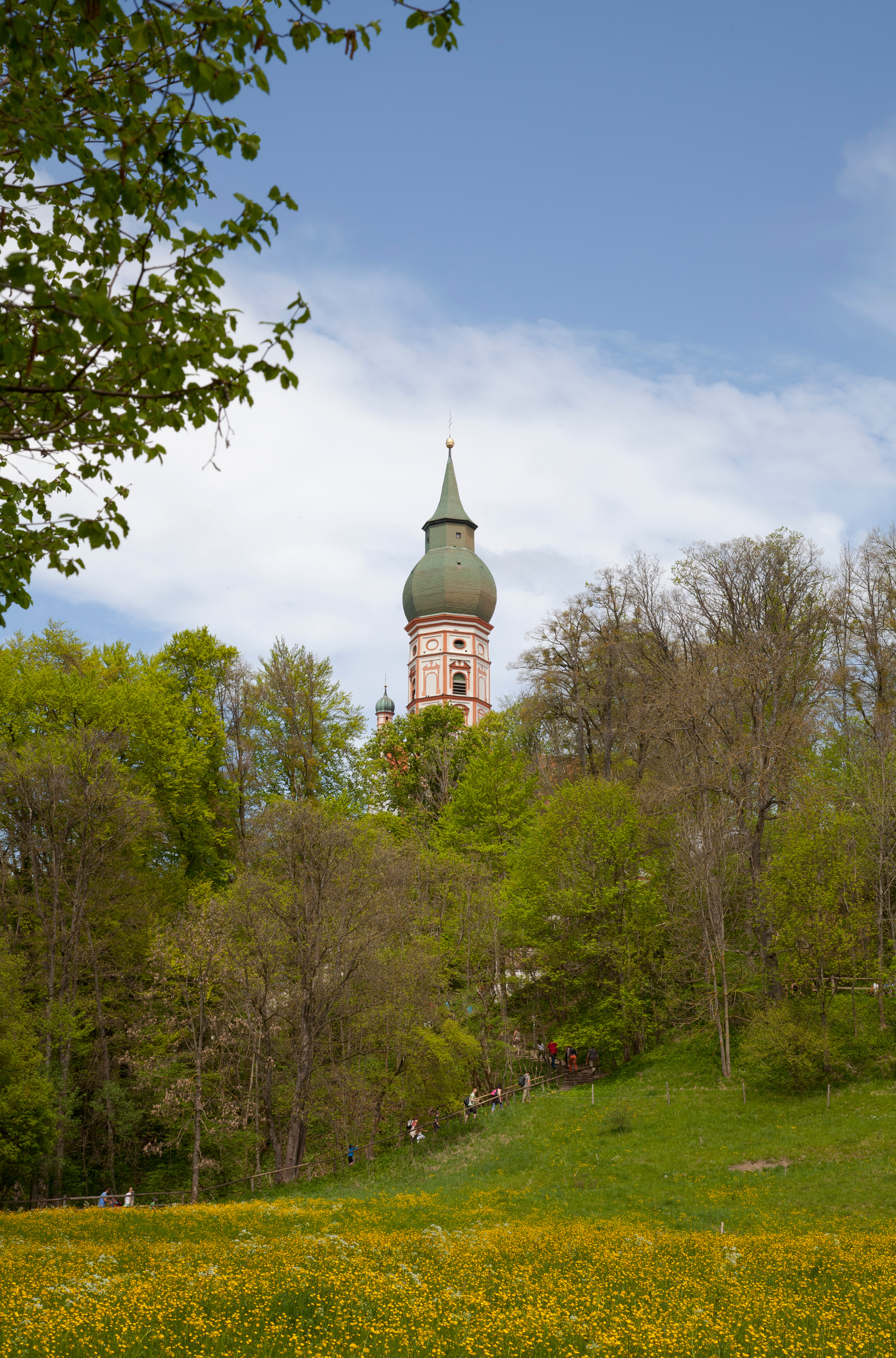
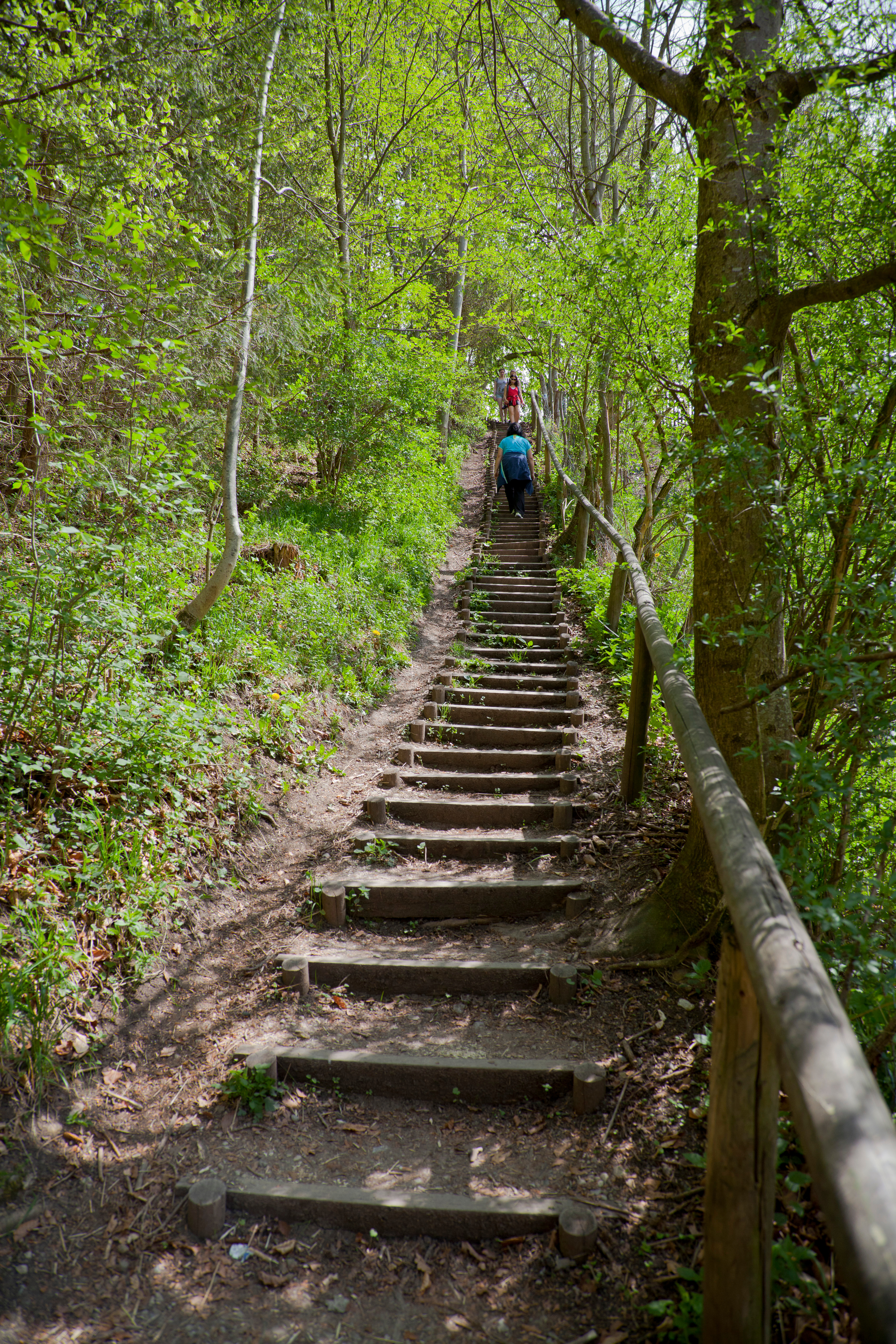
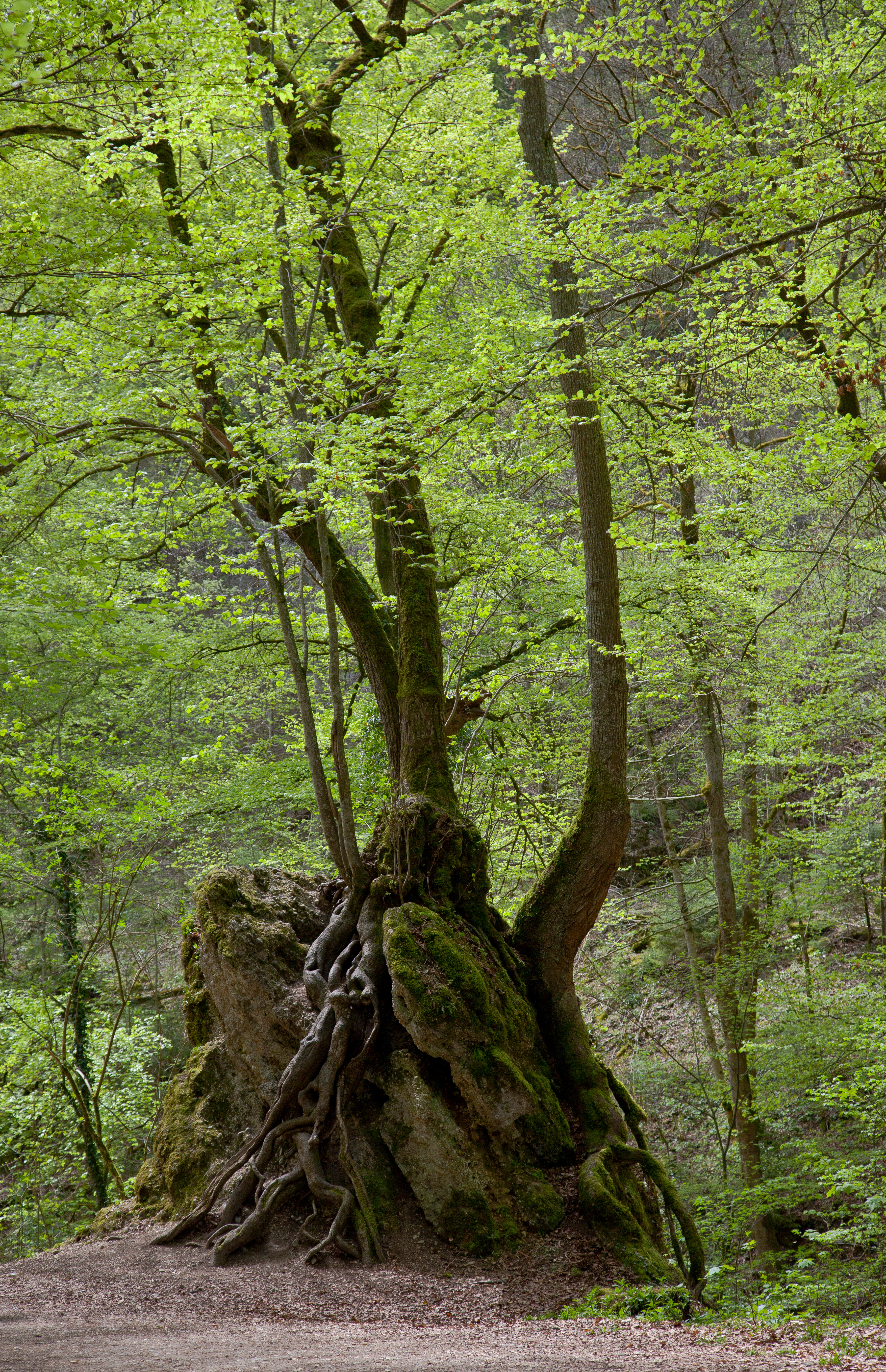
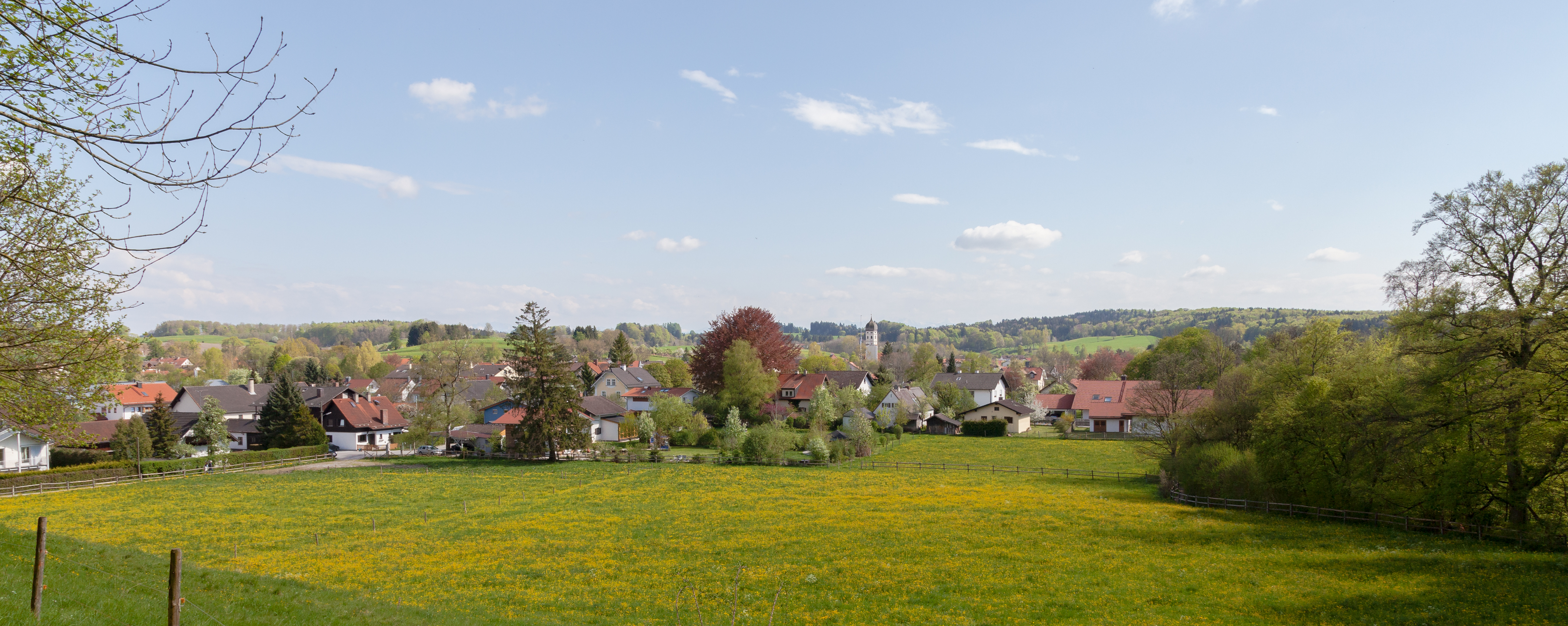